# أيون جاردان
أيون جاردان (بالرومانية: Ion Jardan)‏ (10 يناير 1990 بكيشيناو في مولدوفا - ) هو لاعب كرة قدم مولدوفي في مركز الدفاع. شارك مع منتخب مولدوفا تحت 21 سنة لكرة القدم ومنتخب مولدوفا لكرة القدم. أما مع النوادي، فقد لعب مع أرسنال كييف وزمبرو تشيسيناو وFCM Ungheni ‏ وFC Rapid Ghidighici ‏.

## وصلات خارجية
- أيون جاردان على موقع الاتحاد الدولي (مؤرشف)  (الإنجليزية)
- أيون جاردان على موقع الاتحاد الأوربي (الإنجليزية)
- أيون جاردان على موقع اتحاد أوكرانيا (الإنجليزية)
- أيون جاردان على موقع قاعدة بيانات كرة القدم.إي يو (الإنجليزية)
- أيون جاردان على موقع ناشيونال فوتبول تيمز (الإنجليزية)
- أيون جاردان على موقع Soccerway.com (الإنجليزية)